# Marta Kłyszewska
Marta Adelajda Dorota Suchanek-Kłyszewska, pseud. Marta i Grześ (ur. 12 lipca 1909 w Ottyni koło Kołomyi, zm. 10 kwietnia 2008) – inżynier górnik,  polska działaczka ruchu oporu w czasie II wojny światowej, tłumaczka z języków: angielskiego i francuskiego, członek Koła Komendy Głównej Światowego Związku Żołnierzy AK Okręg Warszawa.

## Życiorys
Po ukończeniu Państwowego Gimnazjum Żeńskiego w Krakowie (1927) studiowała na Wydziale Górniczym Akademii Górniczej i jako pierwsza kobieta w Polsce uzyskała dyplom magistra inżyniera górnika (1936). Od 1931 pracowała jako zastępca asystenta w Katedrze Geodezji i Miernictwa Górniczego na Wydziale Górniczym Akademii Górniczej, a następnie w Biurze Mierniczym i Szkód Górniczych Kopalni Węgla Kamiennego „Walenty-Wawel” w Rudzie Śląskiej na stanowisku inżyniera miernika (1936–1939).
W okresie od listopada 1942 r. do sierpnia 1944 r. była żołnierzem w Oddziale I Komendy Głównej AK. W swoim mieszkaniu przechowywała między innymi dolary przeznaczone na wykup osób aresztowanych przez Gestapo. Jako łączniczka uczestniczyła w powstaniu warszawskim w rejonie Poczty Głównej. Po upadku powstania wraz z ludnością cywilną trafiła do obozu w Pruszkowie, a stamtąd została wywieziona do Bystrej w okolicach Bielska-Białej do przymusowej pracy w pralni sanatorium gruźliczego.
Do stolicy powróciła w kwietniu 1945. Pracowała w Społecznym Przedsiębiorstwie Budowlanym w Warszawie (1945–1946), a następnie na stanowisku adiunkta w Instytucie Techniki Budowlanej (1946–1975), kierowała tam też Biblioteką i Ośrodkiem Informacji Naukowo-Technicznej. Następnie pracowała w Centralnym Ośrodku Badawczo-Rozwojowym Przemysłu Betonów „CEBET”. 1 kwietnia 1975 roku przeszła na emeryturę. W latach 1945–1948 zajmowała się gromadzeniem i przechowywaniem tzw. wydawnictw II obiegu. Była tłumaczką na język polski, angielsko- i francuskojęzycznych książek zajmujących się zagadnieniem okupacji niemieckiej, w tym między innymi książki Jeana-François Steinera Warszawa 1944 (Krąg, Warszawa, 1991, ISBN 83-85199-08-X). Była zaangażowana w podziemną działalność wydawniczą stanu wojennego. W 2004 została awansowana na stopień podporucznika Wojska Polskiego.
Została pochowana na Cmentarzu Powązkowskim w Warszawie.

## Odznaczenia
- 29 lipca 2007 podczas obchodów 63. rocznicy wybuchu powstania warszawskiego została odznaczona przez prezydenta RP Lecha Kaczyńskiego Krzyżem Kawalerskim Orderu Odrodzenia Polski.
- Krzyż Armii Krajowej
- Złoty Krzyż Zasługi